# Gerrit de Veer
Gerrit de Veer, né vers 1570 et mort après 1598, est un cosmographe hollandais.

## Biographie
Il est membre en 1596 de l'équipage de l'expédition de Jacob van Heemskerck et Jan Corneliszoon Rijp dont Willem Barents est le pilote, à la recherche du « passage du Nord-Est » vers les Indes, soit la route maritime passant par l'Océan Arctique. 
De Veer tient le journal de voyage et est, en 1597, la première personne à observer et à consigner l'effet Novaya Zemlya et aussi le premier occidental qui observe l'hypervitaminose A causée par la consommation de foie d'ours polaire. Il écrit notamment Vraye description de trois voyages de mer très admirables en 1609
De Veer est le personnage principal du film réalisé en 2011, Nova Zembla, un récit romancé du voyage décrit dans son journal.